# Pont de l'Archevêché
Le pont de l'Archevêché est un pont franchissant la Seine à Paris, en France.

## Situation et accès
Il relie le 4e arrondissement, au niveau de l'île de la Cité, dans le prolongement du quai de l'Archevêché, au 5e arrondissement, entre le quai de Montebello et le quai de la Tournelle.
Ce site est desservi par la station de métro Maubert - Mutualité.

## Caractéristiques

Vues du pont
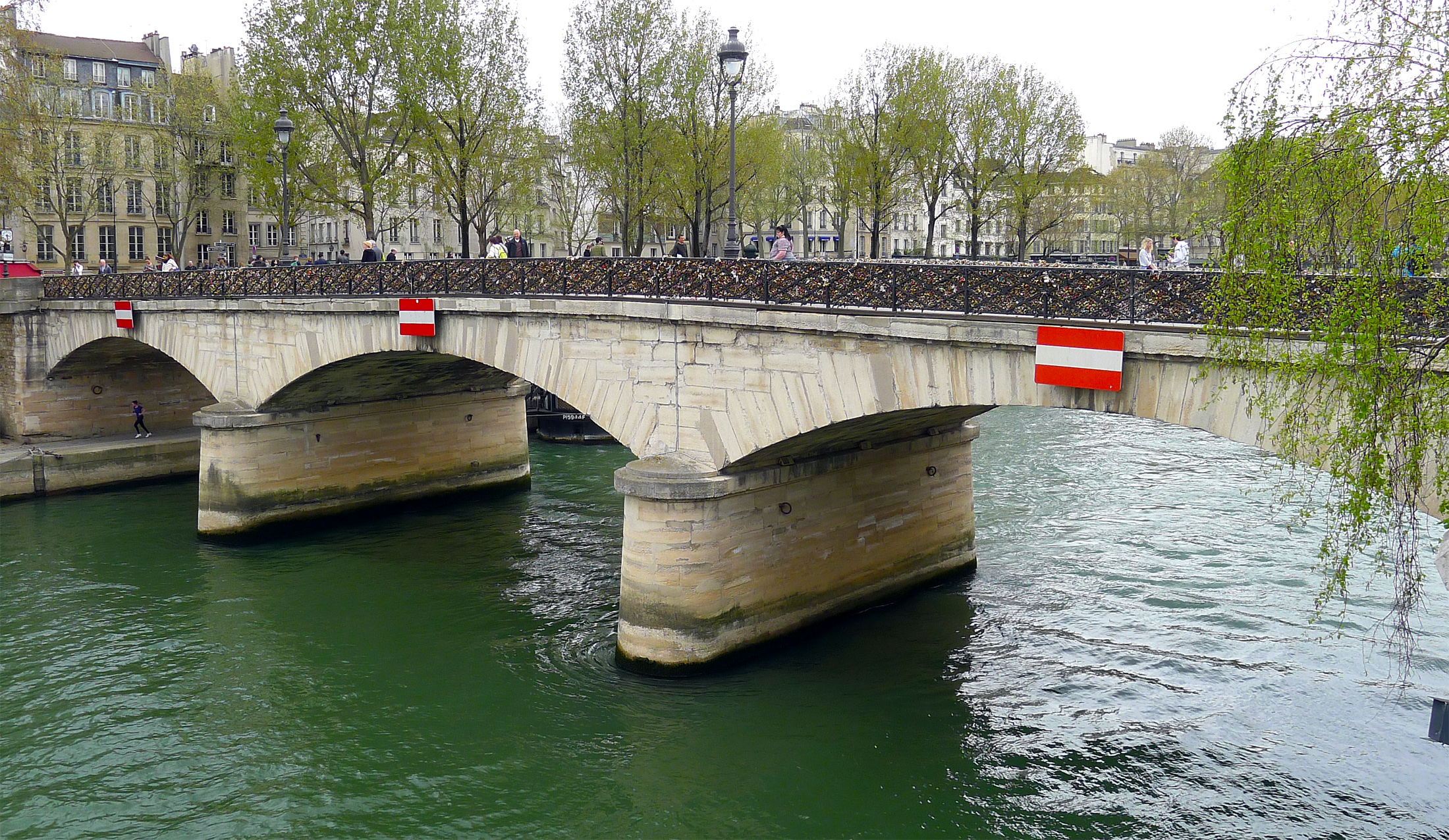
Vue de l'amont : pont de l'Archevêché vu depuis le square de l'Île-de-France.
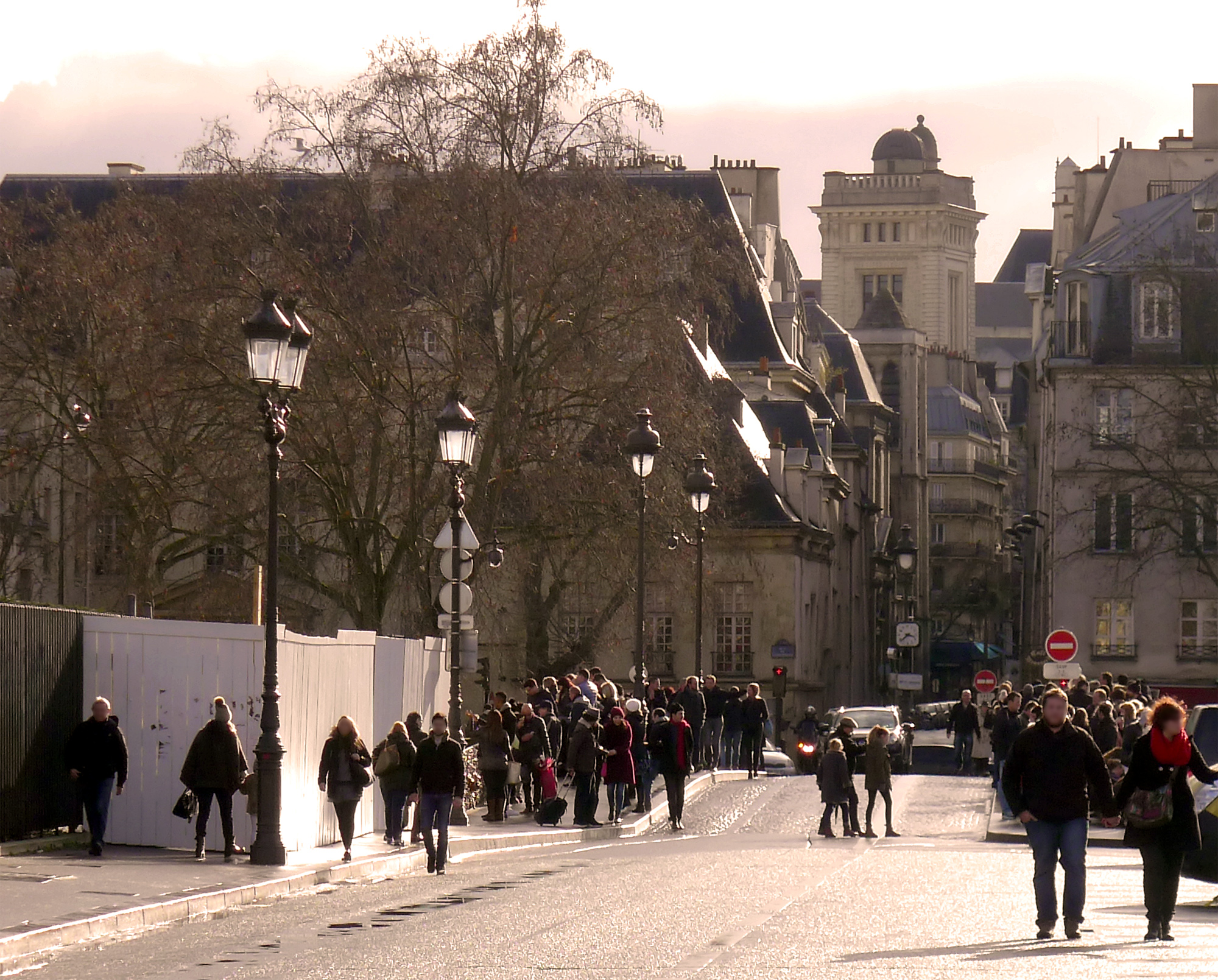
Pont vu depuis le quai de l'Archevêché (à comparer avec la vue de 1848).
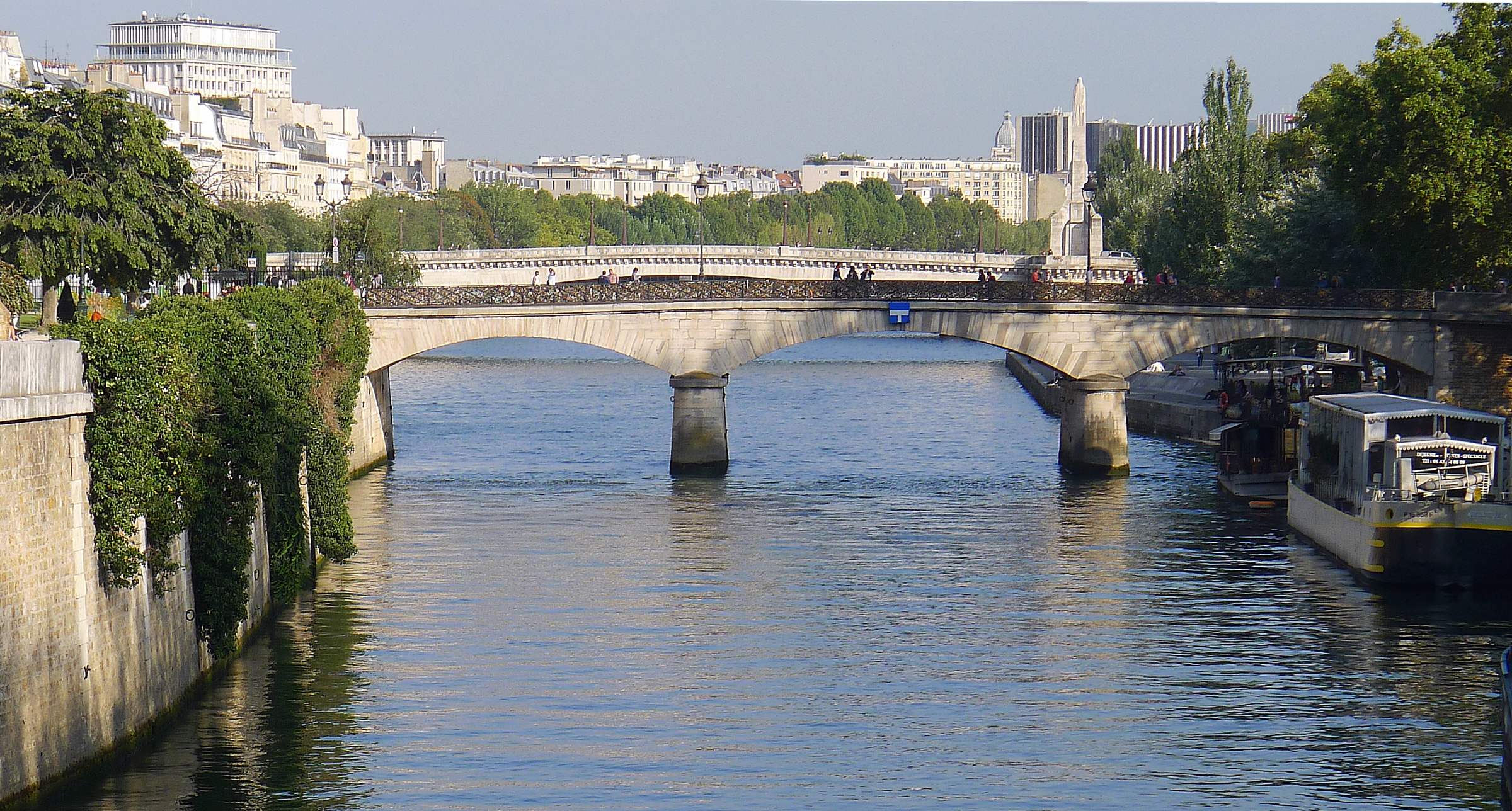
Vue de l'aval.

Long de 68 m et large de 11 m, il comporte trois arches en maçonnerie de 15, 17 et 15 m d'ouverture. Les arches faiblement ouvertes gênent le trafic fluvial, mais malgré une décision prise en 1910, le pont ne sera jamais remplacé.
- Type de construction : Pont en arc
- Construction : 1828
- Inauguration :
- Architecte : Plouard
- Matériau : Pierres
- Longueur totale : 68 m
- Largeur de la poutre : 17 m
- Largeur utile : 11 m
- Piles et culées fondées sur pieux en bois.

## Origine du nom
Il doit sa dénomination au quai où il prend naissance, qui porte ce nom en raison du voisinage avec l'ancien archevêché de Paris.

## Historique
Le pont de l'Archevêché tient son nom de l'archevêché qui se situait au sud-est de Notre-Dame, entre la cathédrale et la Seine. Cet édifice fut détruit à la suite des émeutes anticléricales des 14 et 15 février 1831 et au pillage dont il fut la cible.
Ce pont est le plus étroit de la capitale. Il a été construit en 1828, par l'ingénieur Plouard, pour la société du pont des Invalides après la démolition du pont suspendu des Invalides. Le péage a été racheté au concessionnaire par la ville de Paris en 1850.

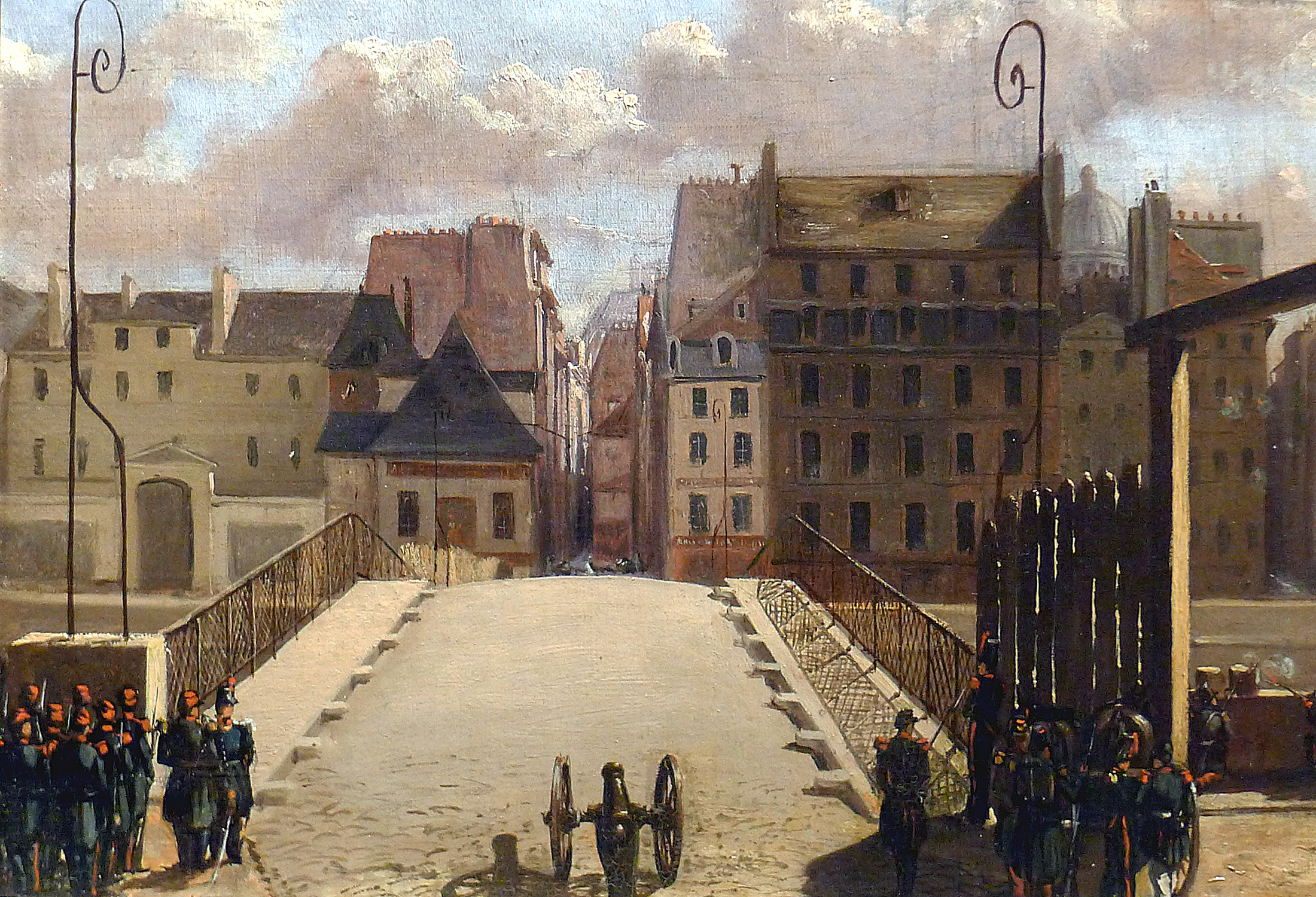
Le Pont de l'Archevêché gardé par des troupes pendant la révolution de 1848, musée Carnavalet.
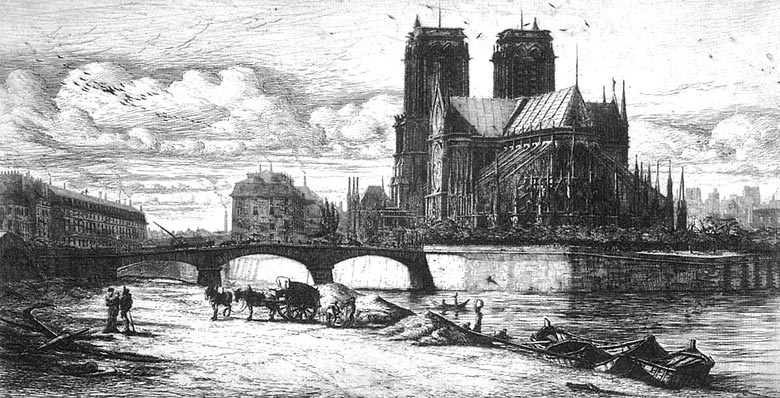
Le pont vers 1850-1854 (gravure de Charles Meryon).

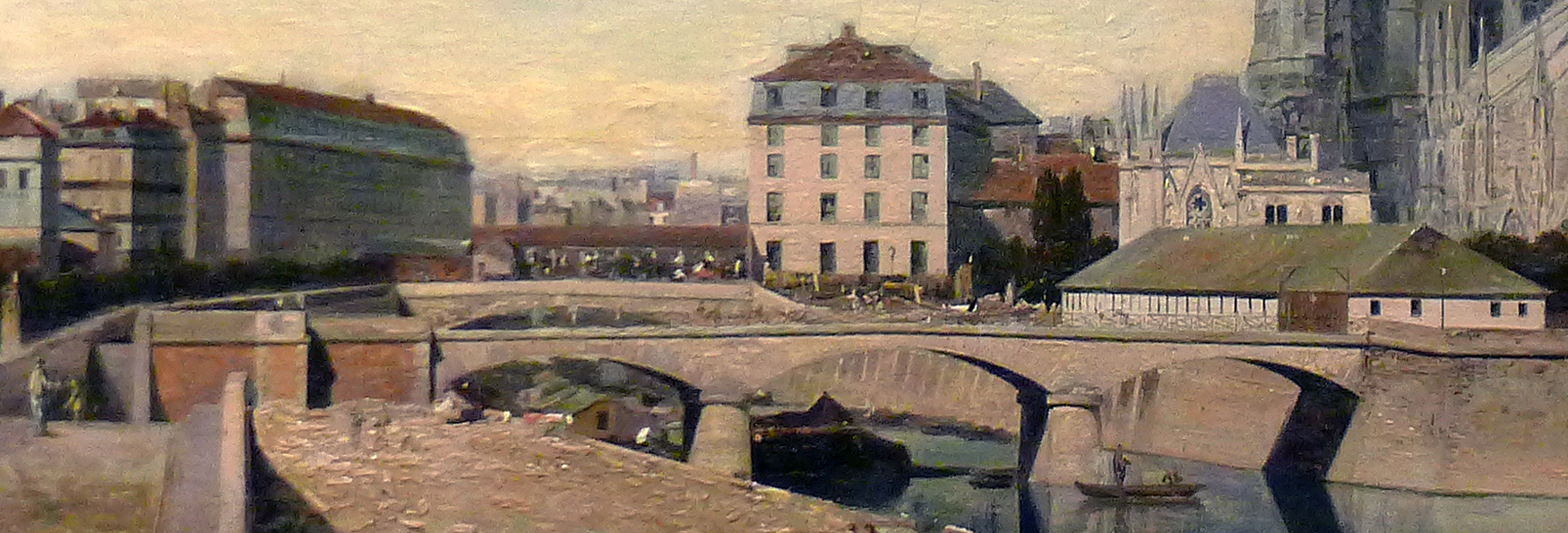
Le pont vers 1860, Le Quai de Montebello et le chevet de Notre-Dame (détail), Émile Harrouart, musée Carnavalet.

Ce pont a été le lieu d'un accident étrange et spectaculaire. Un véhicule de la Compagnie générale des omnibus (ligne G : Batignolles—Jardin des Plantes), est en effet tombé du pont de l'Archevêché dans la Seine, le 27 septembre 1911.

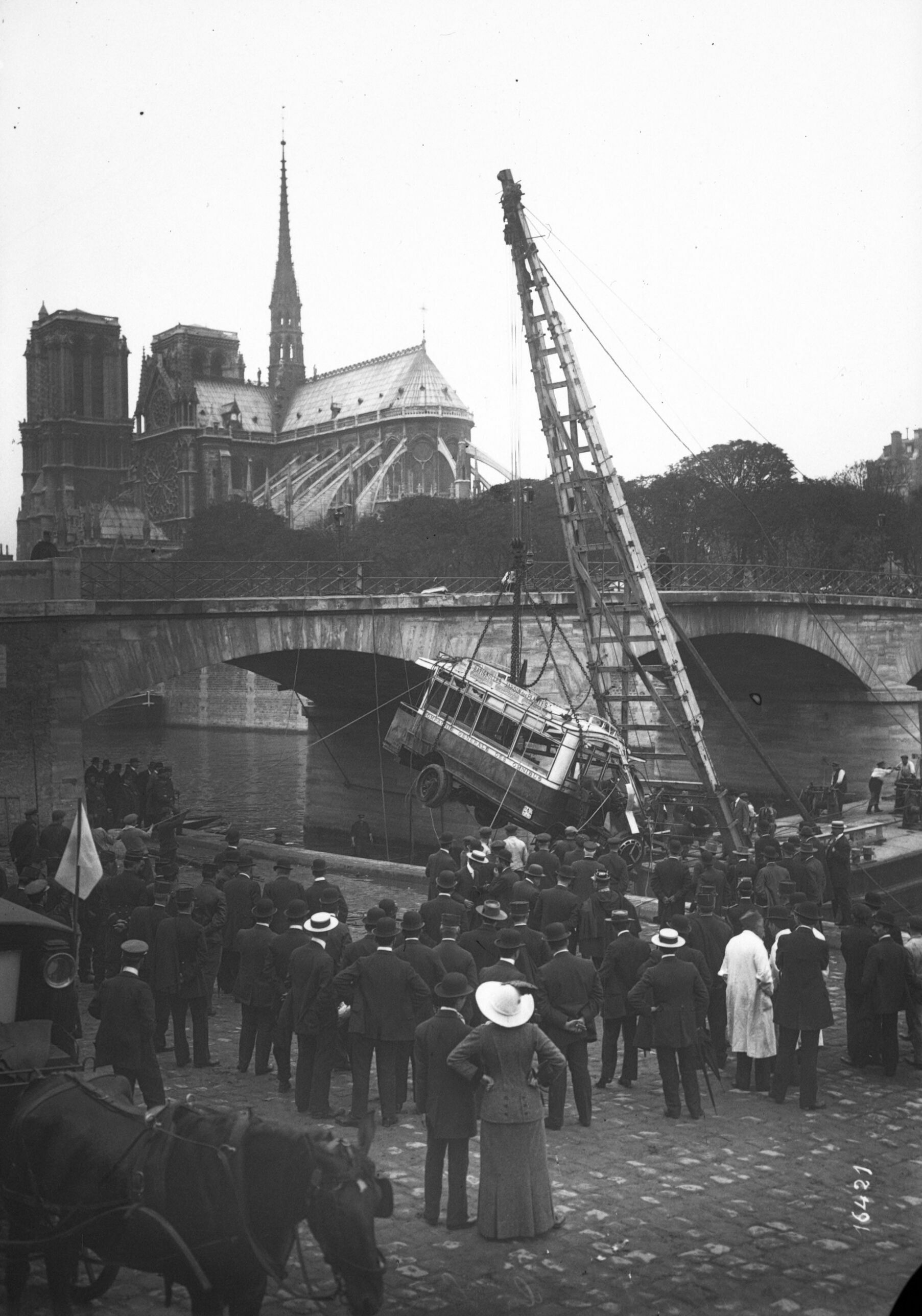
Opération de repêchage de l'omnibus.

Le 13 septembre 2008 à 21h52, le pont abrite un accident entre deux bateaux, "la Besogne" (rebaptisée après coup "la Galiote"), appartenant à Compagnie des bateaux Mouches et "l'Alcyon", un bateau de plaisance. Le pilote du bateau mouche, sous l'emprise du cannabis et en excès de vitesse, percute le bateau de plaisance, qui est projeté sur la pile du pont et coule a pic. Deux morts, passagers de l'Alcyon, sont a déplorer, un père de famille et un garçon de 6 ans, ainsi que quelques blessés legers. Un procès a lieu en 2015.

## Cadenas d'amour
Il est utilisé depuis 2010 par les amoureux pour y laisser des cadenas d’amour, ce qui « posait », communique la Mairie de Paris, « certains problèmes que la Ville ne pouvait ignorer et se devait au contraire de traiter avec sérieux et détermination, notamment le risque pour la sécurité des visiteurs ». L'accrochage des cadenas compromet en effet la stabilité des garde-corps et présente un risque de chute alors que les bateaux-promenades embarquent plusieurs millions de passagers par an sur la Seine pour la visite du cœur historique de Paris. Celle-ci comprend la traversée de 25 ponts, dont ceux particulièrement prisés par les amoureux. Comme pour le pont des Arts (45 tonnes retirées), les cadenas ont été progressivement enlevés du pont de l'Archevêché à partir du 1er juin 2015 et remplacés par des panneaux en bois, ceux-ci ayant laissé définitivement la place à des panneaux de verre en novembre 2016. Le matériau choisi est du verre feuilleté, traité contre les reflets et les graffitis, qui offre une transparence parfaite.

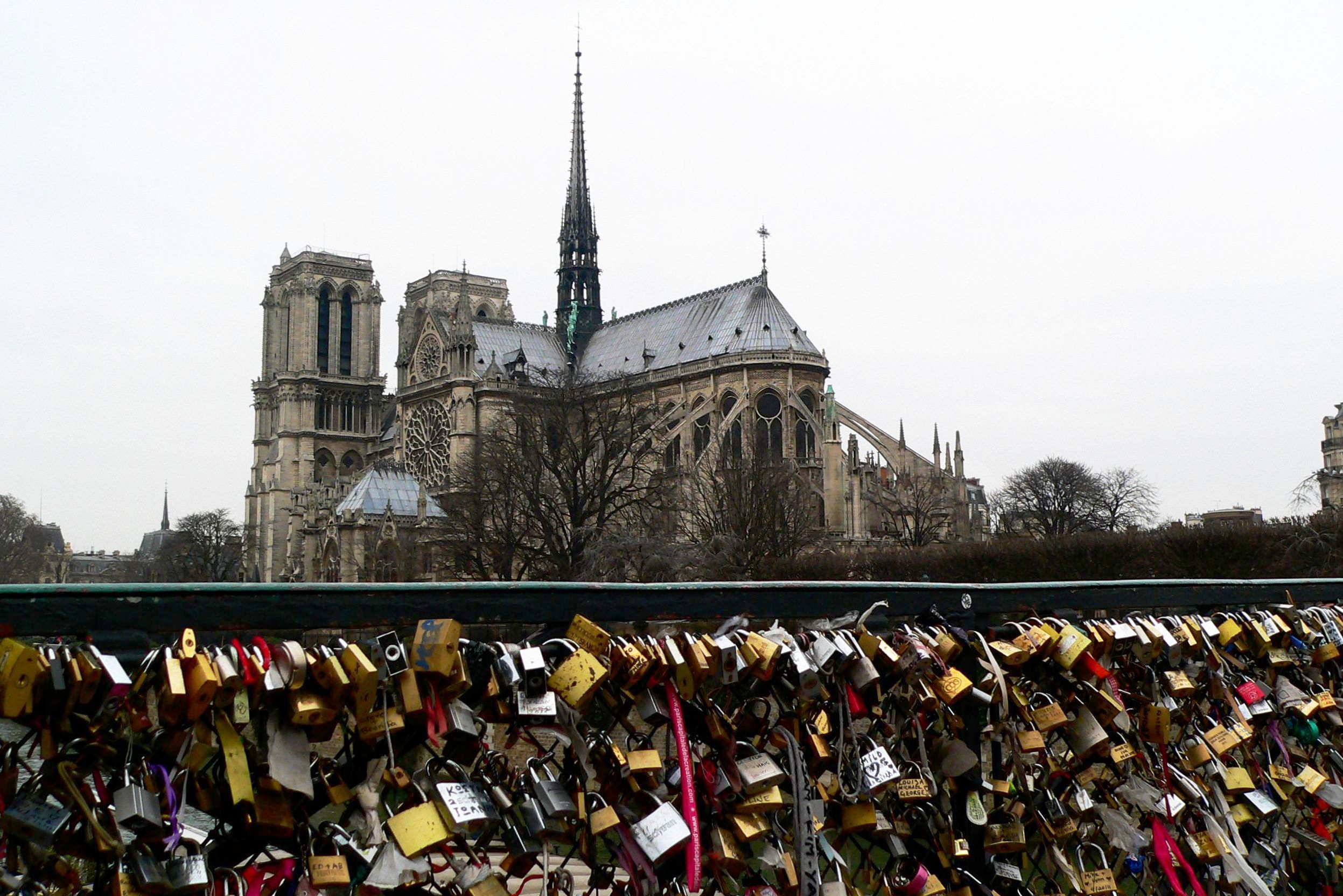
Vue sur l'île de la Cité barrée par des cadenas d'amour, pont de l'Archevêché à Paris, hiver 2012.
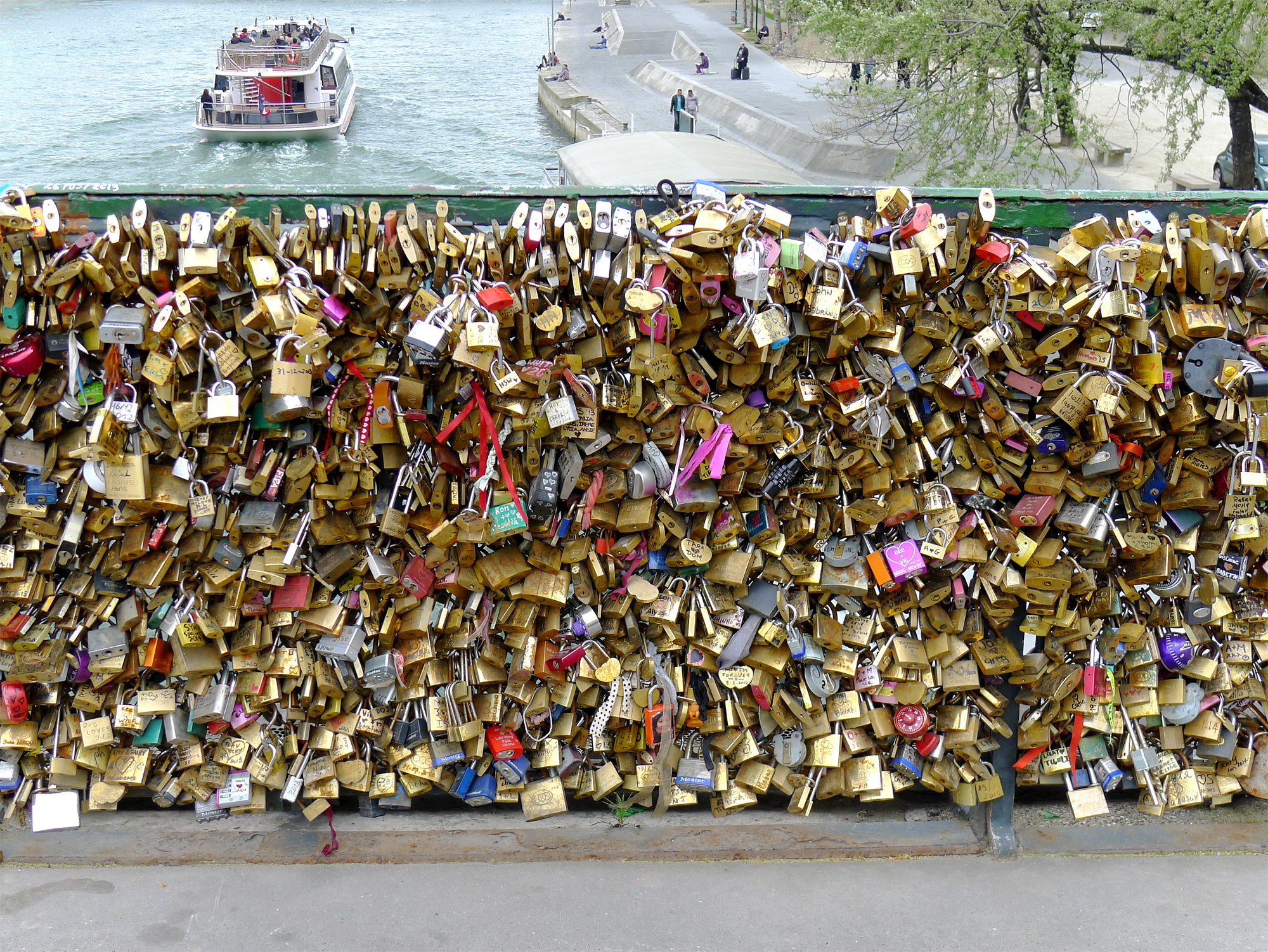
Avril 2014.
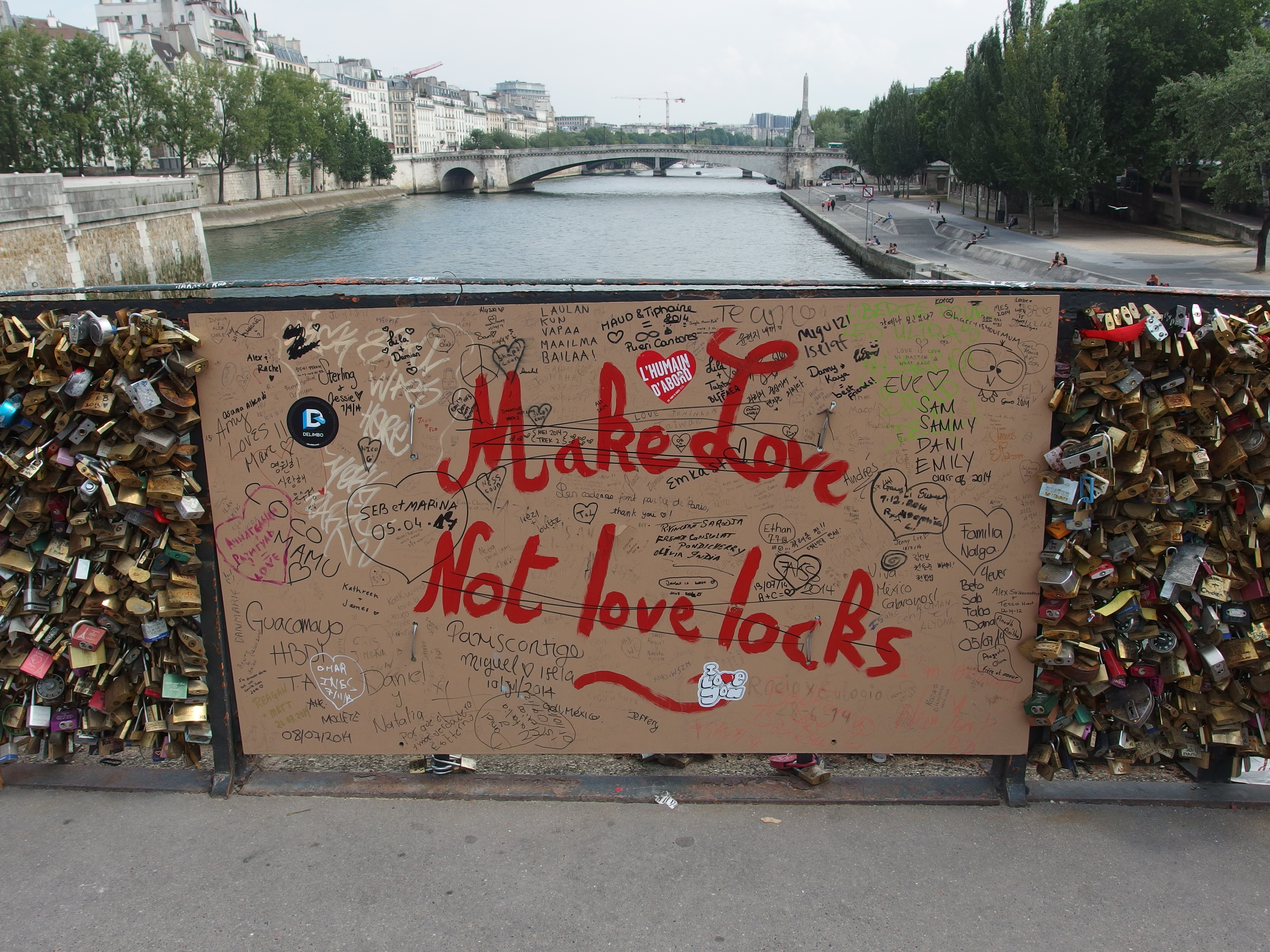
Section de rambarde remplacée, par mesure de prévention, par un panneau contreplaqué ultérieurement graffité d'un slogan anti-cadenas.
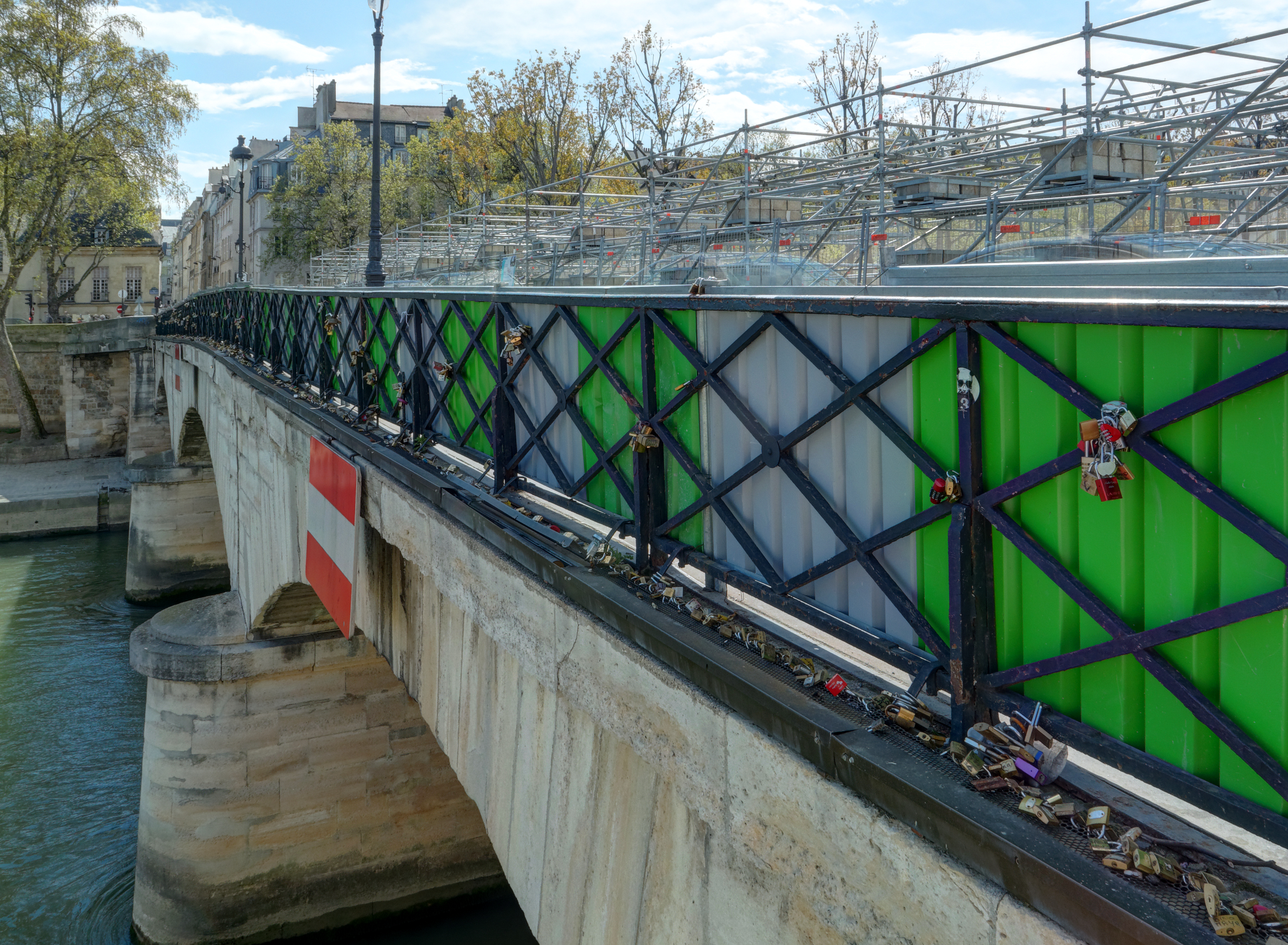
Avril 2016.
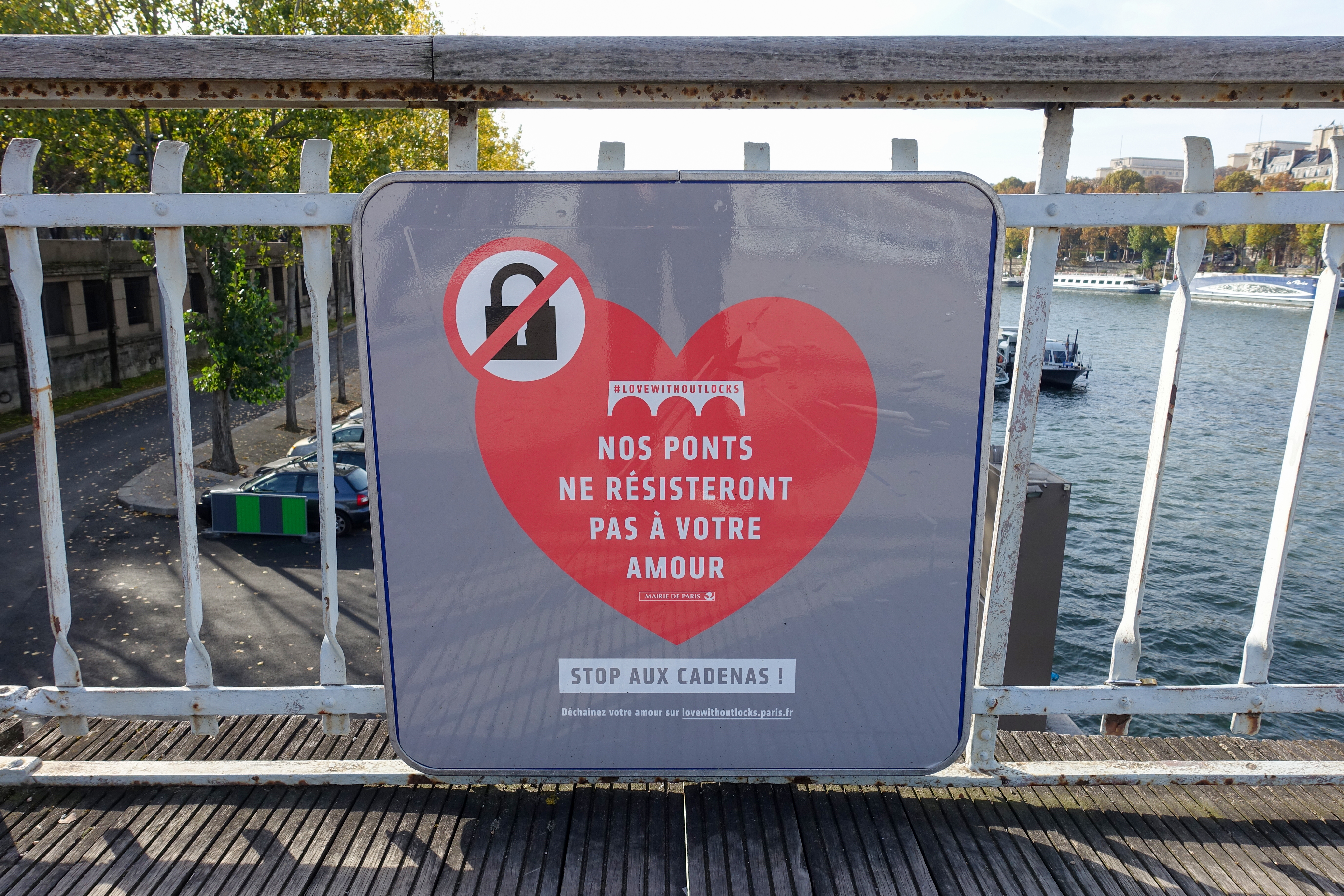
Panneau de la campagne « Stop aux cadenas ! » de la Mairie de Paris, sur la passerelle Débilly, photographié en novembre 2016.

## Dans la fiction
- 2004 : Arsène Lupin, film de Jean-Paul Salomé.
- 2012 : Joséphine, ange gardien (épisode 59) : Suivez le guide, réalisé par Pascal Heylbroeck. Joséphine Delamarre fait visiter le pont de l'Archevêché à un groupe de touristes à qui elle vient en aide.
- 2012 : Les Misérables, film de Tom Hooper. Les décors utilisés pour la scène du suicide de Javert indiquent qu'il se situe sur ce pont.